# Raymond Serway
Raymond A. Serway est un écrivain scientifique et physicien américain. Il est notamment connu pour sa série intitulée College Physics, ouvrages couvrant l'apprentissage de la physique de niveau post-secondaire aux États-Unis et au Canada.

## Biographie
Docteur en physique de l'Institut de technologie de l'Illinois, Raymond Serway a enseigné à l'université Clarkson pendant 13 ans.
Il est professeur à l'université James Madison.
Il a été chercheur invité au laboratoire de recherche d'IBM, en Suisse où il a travaillé avec Alex Müller (lauréat du prix Nobel de 1987). Il a également été chercheur invité au laboratoire national d'Argonne.

## Récompenses et distinctions
Il a reçu le Distinguished Teaching Award et le Tau Delta Kappa Teaching Excellence Award de la Clarkson University.
Il a reçu plusieurs prix[Lesquels ?] aux États-Unis pour sa série College Physics.

## Œuvres (liste incomplète)
- Raymond A. Serway (trad. Robert Morin), Physique I : Mécanique [« Physics for Scientists and Engineers/with Modern Physics. Volume 1 »], Les éditions HRW Ltée, 1985 (ISBN 0-03-926355-X)
- Raymond A. Serway (trad. Robert Morin), Physique II : Électricité et magnétisme [« Physics for Scientists and Engineers/with Modern Physics. Volume 2 »], Montréal (Québec), Éditions études vivantes, 1989, 2e éd., 483 p. (ISBN 0-03-926211-1)
- Raymond A. Serway (trad. Robert Morin et Céline Temblay), Physique III : Optique et physique moderne [« Physics for Scientists and Engineers / With Modern Physics. Volume 3 »], Laval (Québec), Éditions Études vivantes, 1992, 3e éd., 776 p. (ISBN 2-7607-0542-0, présentation en ligne)